# Serhij Baltatscha
Serhij Pawlowytsch Baltatscha (ukrainisch Сергій Павлович Балтача, wiss. Transliteration Serhij Pavlovyč Baltača; * 17. Februar 1958 in Mariupol, Ukrainische SSR) ist ein ehemaliger sowjetischer Fußballspieler.

## Karriere
Serhij Baltatscha gehörte seit dem Jahr 1977 der ersten Mannschaft von Dynamo Kiew an. Mit dieser Mannschaft gewann er 1980, 1981, 1985 und 1986  insgesamt viermal die sowjetische Meisterschaft sowie 1978, 1982, 1985 und 1987 auch den sowjetischen Pokal. In der Saison 1985/86 gewann der defensive Mittelfeldspieler mit Dynamo Kiew den Europacup der Pokalsieger.
Für die Sowjetische Nationalmannschaft spielte er zwischen 1980 und 1988 insgesamt 45-mal und erzielte dabei zwei Tore. Beim Fußballturnier der Olympischen Spiele 1980 gewann er mit dem sowjetischen Team die Bronzemedaille. Im Jahr 1982 nahm Baltatscha an der WM in Spanien teil und 1988 stand er im Kader des sowjetischen Teams bei der Europameisterschaft in Deutschland.
Im Jahr 1988 wechselte Baltatscha als einer der ersten sowjetischen Fußballer  in das Ausland zu Ipswich Town. Von 1990 bis 1993 spielte er dann in Schottland für den FC St. Johnstone. 1993 wechselte er zu Inverness Caledonian Thistle, wo er im Jahr 1995 seine aktive Laufbahn beendete.
Baltatscha lebt heute in Großbritannien und arbeitet dort als Sportlehrer. Sein Sohn Sergei (* 1979) spielte als Fußball-Profi unter anderem für den FC St. Mirren und kam zu drei Einsätzen für die schottische U-21 Nationalmannschaft. Seine Tochter Elena Baltacha (1983–2014) war eine britische Profi-Tennisspielerin.

### Titel
- Sowjetischer Meister (4): 1980, 1981, 1985, 1986
- Sowjetischer Pokalsieger: 1978
- Europapokal der Pokalsieger: 1986
- Vize-Europameister 1988